# باتريك روخاس
باتريك روخاس (28 يناير 1933 - 27 مايو 2021) كان طبيبًا وجراحًا وسياسيًا من تشيلي. كسياسي كان وزيرا للداخلية (1969-1970) والدفاع الوطني (1990-1994).
توفي روخاس في 27 مايو 2021 عن عمر يناهز 88 عامًا.